# Mesa Vista
Mesa Vista est une census-designated place située au nord du comté d'Alpine en Californie, aux États-Unis,,. Lors du recensement de 2010, elle comptait une population de 200 habitants. Mesa Vista se trouve au sud-est du lac Tahoe.

## Démographie
| 2000 | 2010 | - | - | - | - |
| ---- | ---- | - | - | - | - |
| 182  | 200  | - | - | - | - |

## Source de la traduction
- (en) Cet article est partiellement ou en totalité issu de l’article de Wikipédia en anglais intitulé « Mesa Vista, California » (voir la liste des auteurs).